# Charles Cushing
Charles Cushing   (1905 - 1982) va ser un compositor, director de banda i professor de música nord-americà.

## Biografia
Charles Cushing, natural de Califòrnia, va estudiar a la Universitat de Califòrnia, Berkeley. Encoratjat visitant el compositor francès Charles Koechlin durant els estius de 1928 i 1929, es va llicenciar el 1928 i va cursar el màster el 1929. Va guanyar el premi "George Ladd Prix" de Paris, que li va permetre estudiar amb Nadia Boulanger a l'"Ecole Normale de Musique" a París durant dos anys.
Va començar a ensenyar música a la Universitat de Califòrnia, Berkeley, el 1931. Va exercir de director de la banda de Califòrnia de 1934 a 1952. Va exercir de professor titular de 1948 a 1968.
Amic d'Ígor Stravinski. Entre els estudiants més destacats hi ha Jonathan Elkus, Roger Nixon i Loren Rush.

## Obres seleccionades
- Angel Camp for Band (1952)
- Cereus, poema per a orquestra (1959)
- Divertiment per a orquestra de corda
- Peça per a clarinet i piano
- Pas de Deux
- Petite Suite per a banda simfònica (Compositor: Béla Bartók Arranjador: Charles Cushing)